# Richard Clayderman
Richard Clayderman, właśc. Philippe Pagès (ur. 28 grudnia 1953 w Paryżu) – francuski pianista, który ma w swoim dorobku albumy zawierających oryginalne kompozycje Paula de Senneville i Oliviera Toussainta, instrumentalne wersje przebojów muzyki popularnej oraz przystępnie zaaranżowane popularne dzieła muzyki poważnej. W 1998 roku nagrał z Grzegorzem Markowskim nową wersję utworu Niewiele Ci mogę dać grupy Perfect.
Wykonana przez niego ballada Ballade pour Adeline (Ballada dla Adeliny) z 1977 roku rozeszła się w nakładzie 22 mln egzemplarzy.